# Scott Sizemore
Pour les articles homonymes, voir Sizemore.
Scott Daniel Sizemore (né le 4 janvier 1985 à Virginia Beach, Virginie, États-Unis) est un joueur de troisième but des Ligues majeures de baseball. Il est présentement agent libre.

## Carrière
Après des études secondaires à la Hickory High School de Chesapeake (Virginie), Scott Sizemore est drafté le 6 juin 2006 par les Tigers de Détroit au cinquième tour de sélection.
Il passe quatre saisons en Ligues mineures avec les Oneonta Tigers (A-, 2006), les West Michigan Whitecaps (A, 2007), les Lakeland Flying Tigers (A+, 2008), les Erie SeaWolves (AA, 2009) et les Toledo Mud Hens (AAA, 2009).
En janvier 2010, Baseball America le classe dans le top 10 des meilleurs espoirs de la franchise, et le considère le plus prometteur à sa position.

### Tigers de Détroit
Sizemore fait ses débuts dans les majeures le 5 avril 2010 dans un match opposant les Tigers des Détroit aux Royals de Kansas City. Inséré dans la formation partante au deuxième coussin, il soutire un but-sur-balles et marque un point dans cette première partie. Il frappe son premier coup sûr dans les grandes ligues le 9 avril contre le lanceur David Huff, des Indians de Cleveland. Le 30 avril, il claque son premier circuit en carrière aux dépens de Joel Pineiro des Angels de Los Angeles. Sizemore joue 48 parties pour les Tigers en 2010, frappant pour une moyenne au bâton de ,224 avec 3 circuits et 14 points produits.
Il amorce la saison 2011 chez les Tigers pour être échangé après 17 parties jouées.

### Athletics d'Oakland
Le 27 mai 2011, Sizemore est échangé des Tigers aux Athletics d'Oakland en retour du lanceur gaucher David Purcey le 27 mai. Il complète 2011 avec 11 circuits et 52 points produits en 110 parties jouées pour Detroit et Oakland.
À peine deux heures après le début du premier entraînement de l'effectif complet des A's d'Oakland en février 2012, Sizemore se blesse au genou gauche, ce qui lui fera rater toute la saison suivante. Il revient au jeu début 2013 mais à son deuxième match seulement en avril se blesse encore au même genou. Il n'aura joué que 95 matchs sur 3 saisons pour Oakland. Il a conservé une moyenne au bâton de ,248 avec 11 circuits et 52 points produits au cours de ce séjour en Californie.

### Yankees de New York
En janvier 2014, Sizemore signe un contrat des ligues mineures avec les Yankees de New York. Il passe la majorité de son séjour dans l'organisation avec le club-école de Scranton/Wilkes-Barre et est libéré le 31 juillet. En 6 matchs joués pour les Yankees, il frappe 5 coups sûrs pour une moyenne au bâton de ,313 avec 4 points produits.

## Statistiques
| Saison | Équipe  | G  | AB  | R  | H  | 2B | 3B | HR | RBI | SB | BA    |
| ------ | ------- | -- | --- | -- | -- | -- | -- | -- | --- | -- | ----- |
| 2010   | Détroit | 48 | 143 | 19 | 32 | 7  | 0  | 3  | 14  | 0  | 0,224 |
| Totaux | Totaux  | 48 | 143 | 19 | 32 | 7  | 0  | 3  | 14  | 0  | 0,224 |

Note : G = Matches joués ; AB = Passages au bâton; R = Points ; H = Coups sûrs ; 2B = Doubles ; 3B = Triples ; 
HR = Coup de circuit ; RBI = Points produits ; SB = Buts volés ; BA = Moyenne au bâton.